# George Manners
George John Manners (Londres, 22 juin 1820 - 8 septembre 1874, Cheveley) est un noble britannique et homme politique du Parti conservateur qui représente le Cambridgeshire pendant plus de deux décennies, de 1847 à 1857 et de 1863 à 1874, à sa mort. 

## Biographie
Il est le fils cadet de John Manners (5e duc de Rutland) d'Elizabeth Howard, fille de Frederick Howard, 5e comte de Carlisle. Charles Manners (6e duc de Rutland) est son frère aîné. Il fait ses études au Trinity College de Cambridge, où il est membre du University Pitt Club. Il épouse Lady Adeliza Fitzalan-Howard, fille de Henry Howard (13e duc de Norfolk), le 4 octobre 1855. Ils ont cinq enfants: 
- Cicely Elizabeth Adeliza Manners (21 novembre 1856-29 mars 1949), décédée célibataire
- Charles George Edmund John Manners (26 septembre 1858-25 septembre 1911), décédé célibataire
- George Espec John Manners (17 juin 1860-2 septembre 1939), marié le 24 avril 1884 Anna Gilstrap (décédée en 1940), décédé sans descendance
- Frances Geraldine Manners (20 août 1864 - 6 mars 1865)
- Fitzalan George John Manners (27 février 1866 - 15 mars 1901), célibataire, officier des Scots Guards, est décédé de Fièvre typhoïde à bord du SS Tagus pendant la guerre des Boers